# Juan Castro
Juan Alberto Castro (Córdoba, 12 giugno 1934 – 12 giugno 1979) è stato un calciatore argentino, di ruolo attaccante.

## Carriera

### Club
Ha sempre giocato nel campionato argentino.

### Nazionale
Con la maglia della Nazionale argentina ha totalizzato 2 presenze, entrambe nel 1957.

## Palmarès

### Nazionale
- Campeonato Sudamericano de Football: 1

Perù 1957

### Individuale
- Capocannoniere del campionato argentino: 1

1956 (17 reti)